# Woda trytowa
Woda trytowa (tlenek ditrytu, superciężka woda), T
2O lub 3
H
2O – woda, w której atomy wodoru 1
H zastąpione zostały izotopem 3
H, czyli trytem.

## Otrzymywanie
Można ją otrzymać przez utlenienie gazowego trytu tlenkiem miedzi(II).

## Właściwości
Określenie jej właściwości jest trudne ze względu na ryzyko dla zdrowia i rozpad promieniotwórczy trytu (T½ wynosi ok. 12 lat). Temperatura topnienia T
2O wynosi 4,5 °C, wrzenia 101,2 °C, a maksymalną gęstość (1,215 g/cm³) osiąga w temp. 13,4 °C.

## Zastosowania
Wodę trytową można wykorzystać jako znacznik w górnictwie naftowym oraz do badań hydrogeologicznych – po jej dodaniu do cieków można śledzić ich przebieg, kontakty i szybkość przepływu. Po rozcieńczeniu w dużej ilości zwykłej wody H
2O następuje wymiana atomów:
T
2O + H
2O  →  2HTO
Powstający związek HTO też jest nazywany wodą trytową i to on jest oznaczany w ww. badaniach.